# Luka Aleksejevič Denisjev
Luka Aleksejevič Denisjev (rusko Лука Алексеевич Денисьев), ruski general, * 1762, † 1846.
Bil je eden izmed pomembnejših generalov, ki so se borili med Napoleonovo invazijo na Rusijo; posledično je bil njegov portret dodan v Vojaško galerijo Zimskega dvorca.

## Življenje
1. januarja 1773 je vstopil v vojaško šolanje pri Preobraženskemu polku in leta 1787 je bil kot stotnik premeščen v aktivno vojaško službo. Sodeloval je v bojih protiŠvedom (1788-90) in proti Poljakom (1792, 1794). 18. junija 1800 je bil povišan v polkovnika.
Med 7. avgustom 1799 in 1801 je bil poveljnik Černigovskega kirasirskega polka, med 19. marcem in 21. majem 1803 je bil poveljnik Černigovskega dragonskega polka in od 12. novembra 1803 je bil poveljnik Novorosiskega dragonskega polka. 
28. septembra 1806 je postal poveljnik Seversijskega dragonskega polka; slednji je bil 17. decembra 1812 preimenovan v Seversijski konjeniški lovski polk. Sodeloval je v bojih proti Turkom (1806-12); vmes je bil 12. decembra 1807 povišan v generalmajorja ter postal poveljnik 19. konjeniške brigade.
Med veliko patriotsko vojno je sodeloval in se odlikoval v bitkah za Thorn, za Leipzig, za Pariz,...
17. januarja 1816 je bil upokojen.